# Kyrkstigen i Hanebo

Kyrkstigen i Hanebo är en vandringsled som utgår från Västansjö skola, passerar byarna Lotan, Flatmyra, Kyrkbybacken och slutar vid Hanebo kyrka.

## Beskrivning
Kyrkstigen är en stig som användes för att i gamla tider gå närmaste vägen till kyrkan på söndagarna från byarna Lotan, Västansjö och Västerberg. Den var farbar sommar som vinter. Under 1980-talet togs intresset upp om den gamla stigen, i en studiecirkel under ledning av Torsten Björk han hade gått stigen i sin barndom, varefter stigen röjdes och märktes upp. År 1987 den 5 juli återupptogs vandringen längs kyrkstigen, ett 25-tal personer startade vid gården Flinks i Lotan. Äldst var 79-årige Johan Andersson från Västergården i Västansjö. På kyrktrappan stod kyrkvärden Harald Olsson och välkomnade vandrarna, Prosten Lars-Olof Almgren predikade sedan om "Förlorad och återfunnen", detta passade ju också in på den gamla stigen.  Vandringen anordnades på hembygdsdagen i Hanebo, den inföll första söndagen i juli månad, hembygdsföreningen bjöd den dagen på kyrkkaffe vid hembygdsgården Ol-Nils i Hårga. Några år under 2010-talet förlades Gudstjänsten vid hembydsgården varvid kyrkvandringen förlängdes till Hårga. Sedan år 2020 sker kyrkvandringen i månadsskiftet maj–juni där man återgått till att avsluta vid kyrkan. Från början samlades man också till vandring på hösten vid Mickelsmäss.

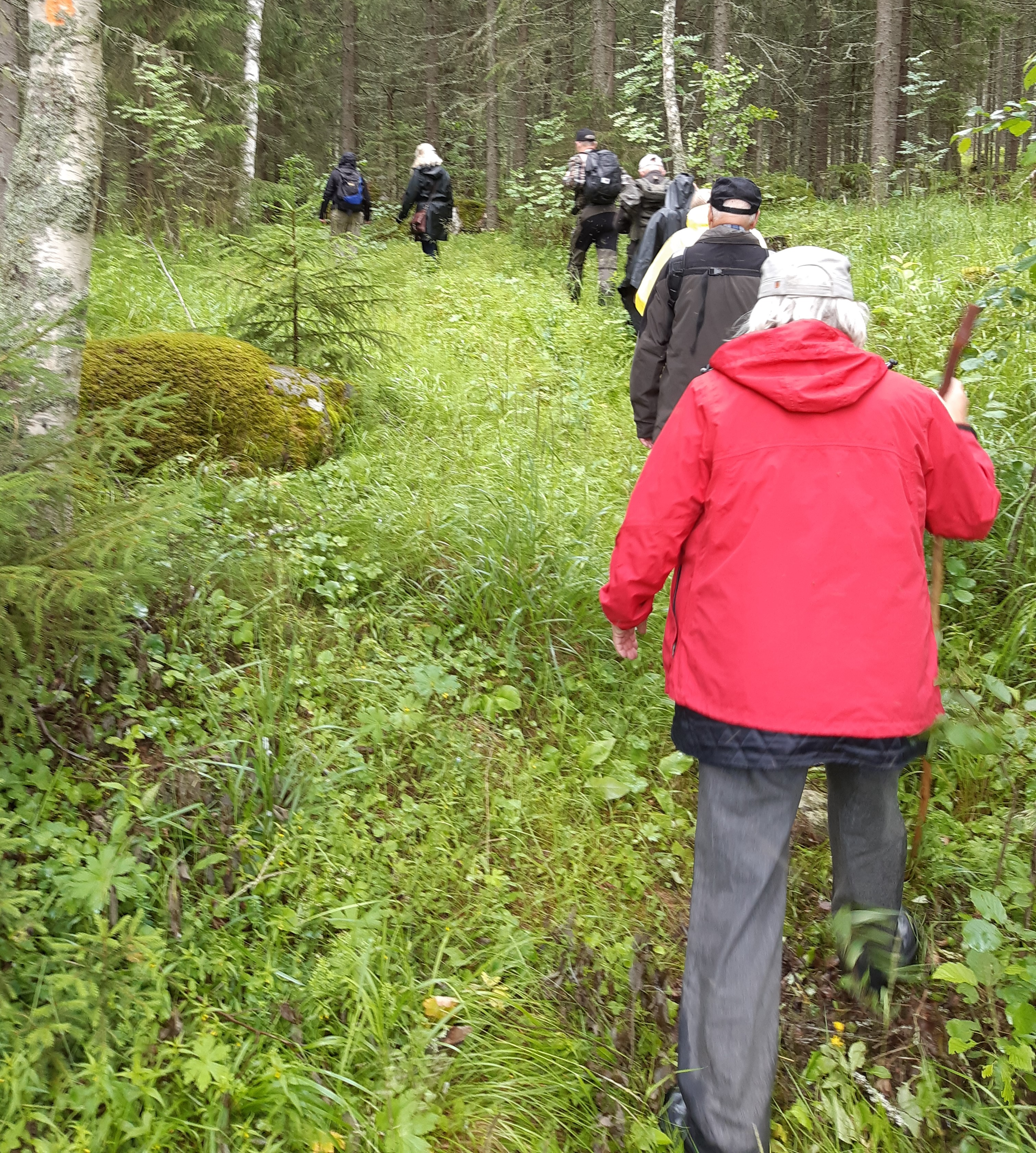
Kyrkvandrare på väg från Västansjö den 7 juli 2019.